# Linognathus sosninae
Linognathus sosninae är en insektsart som beskrevs av Ozerova 1989. Linognathus sosninae ingår i släktet Linognathus och familjen nötlöss. Inga underarter finns listade i Catalogue of Life.